# Vuelta al País Vasco 2013
La 53.ª edición de la Vuelta al País Vasco, se disputó en 2013 entre el 1 y el 6 de abril, estuvo dividida en seis etapas: cinco en ruta y la última en contrarreloj, por un total de 833,1 km.
La prueba se integró en el UCI WorldTour 2013.
El ganador final fue Nairo Quintana (quien además se hizo con la etapa reina) tras arrebatar el maillot amarillo a su compatriota Sergio Henao (finalmente tercero y vencedor también de una etapa) en la última y decisiva contrarreloj en la localidad guipuzcoana de Beasáin en la que también le arrebató el maillot blanco de la regularidad. Tras esa contrarreloj final entre ellos se situó Richie Porte compañero de equipo de Henao.
En las otras clasificaciones secundarias se impusieron Amets Txurruka (montaña y metas volantes) y Movistar (equipos).

## Recorrido

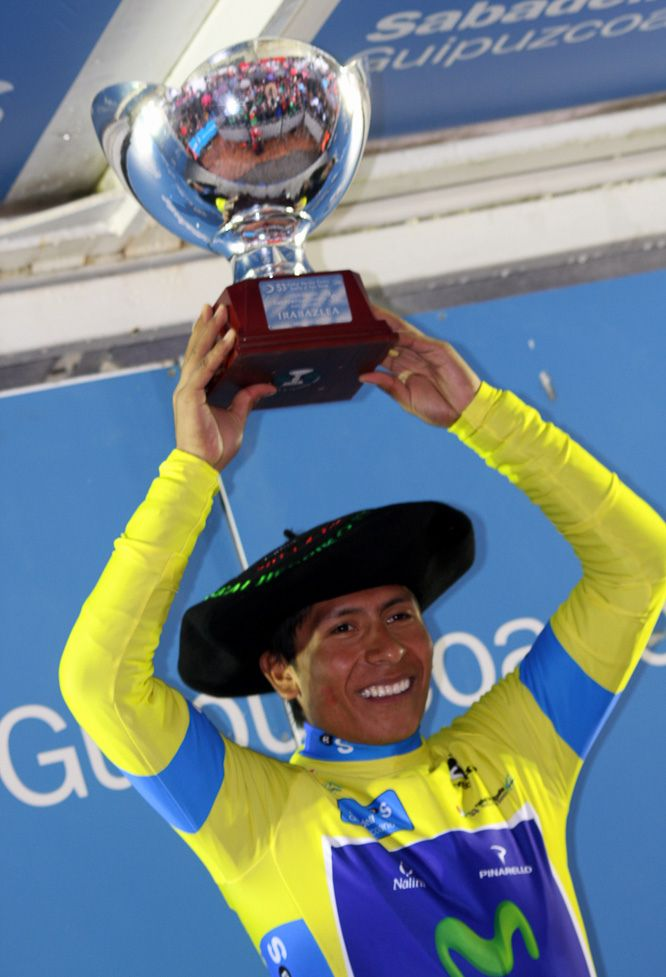
Nairo Quintana, ganador de la edición 2013.

Como suele ser habitual se adelantó parte del recorrido al finalizar la edición anterior. Sin embargo, respecto a dichas intenciones no finalizó en Vizcaya como tenían previsto hacer dando especial protagonismo a Guipúzcoa en el recorrido definitivo anunciado del 23 de marzo de 2013 con el inicio en Elgoibar, final de la 4.ª etapa en Arrate (Éibar) y final de la prueba (final de la 5.ª etapa y 6.ª etapa íntegra) en Beasáin. Debido a ello se repitieron paso por los mismos lugares en diferentes etapas -dejando a un lado la contrarreloj que siempre se disputa en la localidad final de la etapa anterior- por ejemplo el paso por Elgoibar en la 1.ª, 4.ª y 5.ª etapas, por el puerto de Elgueta (subido por diferentes vertientes) y Vergara en la 1.ª, 2.ª y 4.ª etapas, por Echevarría y el puerto de San Miguel en la 1.ª y 4.ª etapas y por Azpeitia en la 1.ª y 5.ª etapas.

### Descripción de las etapas
1.ª etapa

La primera parte de la etapa discurrió por la comarca del Alto Deva para tras una vuelta volver a Elgoibar para dirigirse al duro y estrecho puerto de Azurki por la vertiente de Endoia -que no se subía a nivel profesional desde la Vuelta al País Vasco 2002 si bien hasta el 2004 era habitual en la Euskal Bizikleta aunque por otra vertiente- a 56,5 km de meta. Tras finalizar su descenso en Elgoibar se adentró en la última parte de la etapa que si bien podrían producirse reagrupamientos los altos de Kalbario (3.º categoría) y San Miguel (2.ª categoría) cuya cima está situada a 7 km de la llegada podrían evitar la llegada de un grupo numeroso a meta sobre todo si las condiciones meteorológicas son abversas. La última vez que se llegó a Elgoibar, también tras paso por Azurki por esa vertiente, fue en el primer sector de la 5.ª etapa de dicha edición del 2002 en el que a pesar del doble paso posterior por el puerto de Azcárate (2.ª categoría) -que situaron la cima de Azurki a unos 30 km de la llegada- llegaron destacados 5 corredores con casi 1 minuto de ventaja sobre el siguiente grupo.

2.ª etapa

Etapa clásica de la Vuelta al País Vasco con final en Vitoria, la única con previsible llegada masiva de un grupo numeroso. Se adentra en Álava a través de Salinas de Léniz (2.ª categoría) y tras llegar a la capital alavesa sin dificultades orográficas se repite prácticamente el mismo circuito de la edición del 2008 y de la edición del 2012 (últimas veces que esta Vuelta ha llegado a dicha capital): puerto de Vitoria (3.ª categoría), rodeo por el Condado de Treviño para afrontar el estrecho alto de San Martín (3.ª categoría) y finalmente el puerto de Zaldiaran (3.ª categoría, a veces catalogado de 2.ª.) a 9 km de meta.

3.ª etapa

Clásica etapa con final en las inmediaciones del barrio de La Arboleda en el Valle de Trápaga aunque esta vez con una modificación sustanciosa en su final endureciéndolo considerablemente al cambiar el orden de las ascensiones a La Arboleda respecto al último final en esa zona en la edición del 2005. Los primeros 80 km transcurrieron por Álava entrando en Vizcaya a través de Gordejuela y el alto de San Cosme (no puntuable, habitualmente puntuado de 3.ª categoría). Tras pasar por el alto de Humaran (3.ª categoría) se adentró en la subcomarca de la Zona Minera a través de Sopuerta donde transcurrieron los últimos kilómetros de la etapa. Tras pasar por el Valle de Trápaga se subió el puerto de La Reineta (2.ª categoría) que solía ser el final clásico de esta etapa; sin embargo antes de subir a La Lejana se bajó por la carretera   BI-3757  finalizada en 2008 (que ya se utilizó como ascenso en la edición del 2010 en primera subida a la zona de La Arboleda). Tras un pequeño rodeo por Ciérvana para evitar cruces se volvió prácticamente al mismo lugar para ascender el puerto a través de Musques utilizando las carreteras rurales de Putxeta y Las Calizas y culminándolo con el ascenso hasta La Lejana (2.ª categoría). Esta irregular y dura vertiente del puerto (que combina tramos de unos 500 metros en torno al 15% de desnivel -llegando hasta el 21%- con descensos y falsos llanos) nunca había sido utilizada como final de etapa y lo más cerca fue en la mencionada edición de 2010 que se coronó a 18 km de meta y aun así dejó destacados a 9 corredores (que fueron neutralizados por otro pequeño grupo a 2 km de meta llegando el siguiente grupo a más de minuto y medio) y sin el añadido de La Lejana.

4.ª etapa
Tradicional llegada a Éibar con final en Arrate tras paso por Usartza (1.ª categoría) y anteriormente por Ixua (1.ª categoría) calcando prácticamente los mismos últimos 90 km desde la edición del 2010: Vergara, Placencia de las Armas, Karabieta (2.ª categoría), Miota (3.ª categoría), Areitio (3.ª categoría) con las ascensiones finales mencionadas de Usartza e Ixua (ambas de 1.ª categoría) con el alto de San Miguel (2.ª categoría) -que ya se ascendió en la primera etapa a 7 km de meta- entre esas dos.

5.ª etapa

La etapa con más puertos o altos puntuables de esta edición con hasta 10. Al poco de comenzar se ascendió el puerto de Urraki (1.ª categoría) - que no se subía a nivel profesional desde la Euskal Bizikleta 2004 - y tras cruzar varios pequeños ascensos de 3.ª categoría se llegó al alto de Liernia en Motiloa donde se dio 1 vuelta a un circuito de 33 km con los altos puntuables de Olaberría (2.ª categoría) y Gaviria (3.ª categoría) más el mencionado de Liernia (no puntuable) y Ceráin (no puntuable) al principio de dicho circuito. Posteriormente tras pasar por segunda vez por Olaberría la carrera se dirigió a Beasáin para afrontar la parte decisiva de la etapa con de nuevo Gabiria (3.ª categoría) Liernia (no puntuable) y Ceráin (no puntuable), Barbaris (2.ª categoría) y de nuevo Olaberría (2.ª categoría) esta última a 5,8 km de meta. La vertiente por la que se subió al alto de Olaberría en todos sus ascensos fue inédita en el ciclismo profesional ya que en apenas 1 km hubo varias rampas en torno al 21% de desnivel.

6.ª etapa

Como viene siendo habitual la contrarreloj final pasó por los puntos claves de la etapa anterior. Así a la salida de Beasáin se dirigieron a la "parte alta de Ormáiztegui" para repetir a continuación los primeros kilómetros del circuito utilizado el día anterior con el alto de Liernia, Ceráin y Olaberría (esta vez no puntuable) para tras su descenso dirigirse a Beasain tal y como se hizo al final de la etapa anterior.

### Reacciones
Tras conocerse el recorrido Samuel Sánchez, líder del Euskaltel Euskadi, declaró que: “Es la Vuelta al País Vasco más dura de los últimos años” destacando la penúltima etapa y la contrarreloj de Beasáin.
A pesar de no acabar en alto similar opinión tuvieron de la etapa de Beasáin Haimar Zubeldia y Gorka e Ion Izagirre conocedores de esa zona del Goyerri, destacando los hermanos Izagirre también los últimos 500 m de las ascensión a La Lejana.
Por su parte Beñat Intxausti describió la subida irregular de La Lejana: "La Lejana es una subida en escalera, con tres rampas de 600 metros, cortas, pero duras, modelo clásicas. Es más duro Arrate, pero igual hay más diferencias en la Lejana". Coinciendo en la dureza de la etapa de Beasáin pronosticando que "Si se va un grupo pequeño puede hacer más daño que Arrate y La Lejana".
Alberto Contador, líder del Saxo Tinkoff y ganador en dos ocasiones de la Vuelta al País Vasco, conocedor del terreno por su etapa amateur también hizo hincapié en las etapas de Beasáin (la de en línea como la contrarreloj): Las etapas de Beasain yo creo que van a marcar la carrera, más incluso que los dos finales en alto. Sin embargo, también advirtió: En una Vuelta como ésta todas las etapas son importantes. Igual la de Vitoria es la más tranquila, pero el resto van a ser todas superimportantes. Cualquier corte puede hacerte perder segundos importantísimos al final.
La prensa especializada alabó el aumento de dureza global respecto a las últimas ediciones y la recuperación del final en La Lejana que no se subía desde el 2005 con 6 jornadas muy diferentes entre sí dando oportunidades a distinto tipo de corredores. En el debe encontraron algunos rodeos alejando puertos duros de la llegada y la repetición de paso por algunos puertos incluso en diferentes etapas, además de la tradicional contrarreloj del último día que en su opinión debería estar colocada antes para que haya unas primeras diferencias que obliguen a atacar a los corredores teniendo en cuenta que el recorrido es propicio para poder recuperar esas diferencias.

### Otros hechos destacados
Por primera vez en su historia no pasó por Navarra ni siquiera unos kilómetros. Si bien no hay una obligación de los lugares por donde la carrera ha de pasar ha sido tradicional, y siempre ocurrió hasta esta edición, que Álava, Guipúzcoa, Vizcaya y Navarra tuviesen al menos un inicio y final de etapa condicionando a veces el recorrido por ello.
Destacó el kilómetraje de la contrarreloj final ya que habitualmente suele rondar los 10-15 km y esta vez se fue hasta los 24 km igualando la marca de la contrarreloj de Zalla (realizada en 2006, 2009 y 2011) aunque con la sustanciosa diferencia de que en aquella a pesar de subir los altos de Avellaneda (no puntuable), el puerto de Bezi (de 3.ª categoría -pero como suele ser habitual en las contrarrelojes de esta carrera sin catalogar en la crono-) y el alto de La Herrera (no puntuable) discurrían mayoritariamente por carreteras principales e incluso por largas rectas. Sin embargo, esta vez gran parte del trazado discurrió por carreteras urbanas y rurales además de pasar por el puerto de Olaberría que en la etapa anterior había sido catalogado de 2.ª categoría.
Por último, cabe destacar la recuperación de puertos duros de 1.ª categoría como Azurki y Urraki que llevaban casi 10 años sin subirse a nivel profesional que sustituyeron, en cierta manera, a los puertos tradicionales en esta carrera, e incluso en la Vuelta a España a su paso por el País Vasco, de Urkiola y Orduña. Cabe destacar que al menos se subía uno de ellos (Urkiola u Orduña) en la mayoría de las ediciones y son aisladas ocasiones, como en el 2012 y en esta del 2013 en la que no se subió ninguno de ellos si bien en esta se compensó su falta con los puertos mencionados.

## Equipos participantes
Tomaron parte en la carrera 21 equipos: los 19 de categoría UCI ProTeam (al ser obligada su participación); más 2 equipos de categoría Profesional Continental mediante invitación de la organización (Cofidis, Solutions Crédits y Caja Rural-Seguros RGA). Formando así un pelotón de 164 ciclistas, con 8 corredores cada equipo (excepto el Blanco y Argos-Shimano que salieron con 7 y el Sky que salió con 6), de los que acabaron 70. Los equipos participantes fueron:
| ProTeams (19)- AG2R La Mondiale - Argos-Shimano - Astana - Blanco - BMC Racing Team - Cannondale Pro Cycling - Euskaltel-Euskadi - FDJ - Garmin Sharp - Katusha - Lampre-Merida - Lotto-Belisol - Movistar Team - Omega Pharma-Quick Step - Orica-GreenEDGE - RadioShack-Leopard - Saxo-Tinkoff - Sky - Vacansoleil-DCM Equipos continentales profesionales (2)- Caja Rural-Seguros RGA - Cofidis, Solutions Crédits |
| |

## Etapas
| Etapa     | Fecha    | Recorrido                  | type                    | Distancia (km) | Ganador           | Líder             |
| --------- | -------- | -------------------------- | ----------------------- | -------------- | ----------------- | ----------------- |
| 1.ª etapa | 1 de abr | Elgóibar – Elgóibar        | etapa escarpada         | 156,5          | Simon Gerrans     | Simon Gerrans     |
| 2.ª etapa | 2 de abr | Elgóibar – Vitoria         | etapa llana             | 170,2          | Daryl Impey       | Francesco Gavazzi |
| 3.ª etapa | 3 de abr | Vitoria – Valle de Trápaga | etapa de media montaña  | 164,7          | Sergio Luis Henao | Sergio Luis Henao |
| 4.ª etapa | 4 de abr | Valle de Trápaga – Arrate  | etapa de montaña        | 151,6          | Nairo Quintana    | Sergio Luis Henao |
| 5.ª etapa | 5 de abr | Éibar – Beasáin            | etapa de media montaña  | 166,1          | Richie Porte      | Sergio Luis Henao |
| 6.ª etapa | 6 de abr | Beasáin – Beasáin          | contrarreloj individual | 24             | Tony Martin       | Nairo Quintana    |

## Desarrollo de la carrera

### Etapa 1
| Elgóibar - Elgóibar | etapa escarpada | (156,5 km) |

#### Resumen
Aunque el día había comenzado con la lluvia apuntada por las previsiones meteorológicas, esta cedió para el momento de la salida de la carrera desde Elgóibar y el transcurso de la etapa, con seis cotas puntuables, estuvo marcado por el buen tiempo. El consiguiente secado del asfalto sirvió para reducir la peligrosidad atribuida al descenso final desde el puerto de San Miguel hasta la meta situada en la misma villa guipuzcoana de la que habían partido los corredores, conocida como la capital de la máquina herramienta.
Después de varios intentos para conformar una escapada, finalmente se estableció un dúo cabecero formado por Amets Txurruka y Laurent Didier. Los dos fugados fueron ampliando su renta: ascendido ya Asensio, a su primer paso por Elgóibar contaban con cuatro minutos de margen. Sin embargo, el trabajo del Saxo-Tinkoff en el pelotón hizo que a partir de entonces la diferencia se fuera enjugando progresivamente. Durante la subida al alto del Calvario, Didier no pudo mantener el ritmo y dejó en solitario a Txurruka, que coronó el puerto con minuto y medio respecto al grupo principal. El ciclista vizcaíno se adentró como cabeza de carrera en la comarca de Lea Artibai, de la que era oriundo, donde fue finalmente alcanzado por el pelotón poco antes de atravesar su Echevarría natal. No obstante, el haber cruzado en cabeza los cinco primeros puertos de la jornada le sirvió para situarse al término de la etapa al frente de la clasificación de la montaña.
Con la fuga ya neutralizada diversos equipos trataron de ponerse al frente del pelotón, pero fue finalmente el Sky quien tomó el mando de la mano de Vasil Kiryienka, que enfiló el grupo camino a San Miguel y en sus primeras rampas, completando la última parte de la subida el Movistar. Sin embargo, en el punto en que se ubicaba la pancarta del puerto se produjo una caída que fracturó el pelotón para la bajada: por delante se estableció un grupo de 17 corredores, incluidos hombres como Richie Porte, Contador, Van Garderen, Gerrans, Weening, Peter Velits, Fuglsang, Henao, Nairo Quintana, Rui Costa, Špilak, Kreuziger o Vicioso. Este grupo cabecero decidió seguir adelante y pronto empezaron a colaborar en los relevos para protagonizar un rápido descenso final, mientras por detrás los cortados trataban de organizarse y darles caza.
Con el grupo de diecisiete ya en las calles de Elgóibar, fueron Gerrans y Velits los primeros en salir de la última rotonda y encarar la recta de meta, protagonizando un sprint en el que el ganador fue el australiano Gerrans, quien se convirtió además en el primer líder de la clasificación general. Tanto Velits como el resto de unidades del grupo cruzaron la línea de llegada con el mismo tiempo, pero no así quienes habían quedado rezagados y habían intentado alcanzarles: a 5 s llegaron Samuel Sánchez, Gilbert, Talansky, Klöden, los hermanos Gorka y Ion Izagirre, Hesjedal, Cunego, Poels o Péraud, y algo más de tiempo cedieron otros favoritos como Intxausti (a 21 s), Tony Martin (a 28 s) o De Gendt (a 53 s). El más perjudicado fue no obstante Van den Broeck: implicado en la caída de San Miguel que había protagonizado la jornada y con la rodilla consiguientemente ensangrentada, perdió más de cinco minutos y quedó prácticamente sin opciones para disputar la general.

#### Clasificaciones
| \| Clasificación de la etapa \| Clasificación de la etapa \| Clasificación de la etapa \| Clasificación de la etapa \| Clasificación de la etapa \| \| Ciclista \| Ciclista \| Equipo \| Tiempo \| \| \| ------------------------- \| ------------------------- \| ------------------------- \| ------------------------- \| ------------------------- \| \| 1.º \| Simon Gerrans \| Orica-GreenEDGE \| 4 h 06 min 33 s \| \| \| 2.º \| Peter Velits \| Omega Pharma-Quick Step \| + 0 s \| \| \| 3.º \| Ángel Vicioso \| Katusha \| + 0 s \| \| \| 4.º \| Francesco Gavazzi \| Astana \| + 0 s \| \| \| 5.º \| Jakob Fuglsang \| Astana \| + 0 s \| \| \| 6.º \| Sergio Luis Henao \| Team Sky \| + 0 s \| \| \| 7.º \| Alberto Contador \| Saxo-Tinkoff \| + 0 s \| \| \| 8.º \| Richie Porte \| Team Sky \| + 0 s \| \| \| 9.º \| Nairo Quintana \| Movistar Team \| + 0 s \| \| \| 10.º \| Pieter Weening \| Orica-GreenEDGE \| + 0 s \| \| |                   |                         |                 |
| |                   |                         |                 |
| |                   |                         |                 |
| Clasificación de la etapa |                   |                         |                 |
| Ciclista | Ciclista          | Equipo                  | Tiempo          |
| 1.º | Simon Gerrans     | Orica-GreenEDGE         | 4 h 06 min 33 s |
| 2.º | Peter Velits      | Omega Pharma-Quick Step | + 0 s           |
| 3.º | Ángel Vicioso     | Katusha                 | + 0 s           |
| 4.º | Francesco Gavazzi | Astana                  | + 0 s           |
| 5.º | Jakob Fuglsang    | Astana                  | + 0 s           |
| 6.º | Sergio Luis Henao | Team Sky                | + 0 s           |
| 7.º | Alberto Contador  | Saxo-Tinkoff            | + 0 s           |
| 8.º | Richie Porte      | Team Sky                | + 0 s           |
| 9.º | Nairo Quintana    | Movistar Team           | + 0 s           |
| 10.º | Pieter Weening    | Orica-GreenEDGE         | + 0 s           |

| \| Clasificación general \| Clasificación general \| Clasificación general \| Clasificación general \| Clasificación general \| \| Ciclista \| Ciclista \| Equipo \| Tiempo \| \| \| --------------------- \| --------------------- \| ----------------------- \| --------------------- \| --------------------- \| \| 1.º \| Simon Gerrans \| Orica-GreenEDGE \| 4 h 06 min 33 s \| \| \| 2.º \| Peter Velits \| Omega Pharma-Quick Step \| + 0 s \| \| \| 3.º \| Ángel Vicioso \| Katusha \| + 0 s \| \| \| 4.º \| Francesco Gavazzi \| Astana \| + 0 s \| \| \| 5.º \| Jakob Fuglsang \| Astana \| + 0 s \| \| \| 6.º \| Sergio Luis Henao \| Team Sky \| + 0 s \| \| \| 7.º \| Alberto Contador \| Saxo-Tinkoff \| + 0 s \| \| \| 8.º \| Richie Porte \| Team Sky \| + 0 s \| \| \| 9.º \| Nairo Quintana \| Movistar Team \| + 0 s \| \| \| 10.º \| Pieter Weening \| Orica-GreenEDGE \| + 0 s \| \| |                   |                         |                 |
| |                   |                         |                 |
| |                   |                         |                 |
| Clasificación general |                   |                         |                 |
| Ciclista | Ciclista          | Equipo                  | Tiempo          |
| 1.º | Simon Gerrans     | Orica-GreenEDGE         | 4 h 06 min 33 s |
| 2.º | Peter Velits      | Omega Pharma-Quick Step | + 0 s           |
| 3.º | Ángel Vicioso     | Katusha                 | + 0 s           |
| 4.º | Francesco Gavazzi | Astana                  | + 0 s           |
| 5.º | Jakob Fuglsang    | Astana                  | + 0 s           |
| 6.º | Sergio Luis Henao | Team Sky                | + 0 s           |
| 7.º | Alberto Contador  | Saxo-Tinkoff            | + 0 s           |
| 8.º | Richie Porte      | Team Sky                | + 0 s           |
| 9.º | Nairo Quintana    | Movistar Team           | + 0 s           |
| 10.º | Pieter Weening    | Orica-GreenEDGE         | + 0 s           |

### Etapa 2
| Elgóibar - Vitoria | etapa llana | (170,2 km) |

#### Resumen
Al igual que hiciera en la jornada inaugural, Amets Txurruka volvió a protagonizar la fuga de la jornada: escapado en solitario prácticamente desde la salida, su propósito inicial era coronar en primera posición los dos primeros puertos del día (aún en territorio guipuzcoano) para sumar puntos y consolidar su liderazgo en la clasificación de la montaña, objetivo que consiguió. Sin embargo, y dado que había acumulando una ventaja respecto al pelotón que llegó a ser de hasta 5 minutos, el escalador vizcaíno continuó con su fuga por la llanada alavesa para posteriormente seguir sumando puntos en los pequeños puertos de Vitoria y San Martín y en las metas volantes, aunque con una renta cada vez menor respecto al grupo principal hasta ser finalmente neutralizado.
En la subida a San Martín se marcharon del pelotón los rodadores Jens Voigt y Adriano Malori, quienes tras superar la cota y sobrepasar a Txurruka pasaron a ser la cabeza de carrera. En la suave ascensión al Zaldiaran, Malori atacó y logró marcharse de Voigt para coronar con 11 segundos sobre el grupo, que ya había alcanzado al alemán. En el descenso atacaron José Herrada y Matteo Montaguti para unirse a Malori en cabeza, y poco después lo intentó también Philippe Gilbert (con Richie Porte a su rueda). No obstante, las diferencias eran escasas y para el final de la bajada todos estaban agrupados en un numeroso pelotón.
En la llana aproximación a Vitoria el Astana intentó controlar el grupo en aras de preparar una llegada al sprint para su velocista Francesco Gavazzi, pero ya adentrados en las calles de la capital alavesa fue el Orica GreenEDGE el que se puso al frente: el líder de la general Simon Gerrans primero y Michael Matthews después hicieron de lanzadores para que su compañero Daryl Impey se hiciera con la victoria de etapa en la tradicional línea de llegada en la Avenida de Gasteiz, repitiendo así el triunfo obtenido en la edición del año anterior en ese mismo escenario. Aunque las diferencias en la general se mantuvieron sin cambios al entrar todos en meta con el mismo tiempo, el puestómetro determinó un cambio de líder: Gavazzi, segundo ese día, pasó a ser el nuevo maillot amarillo, además de hacerse también provisionalmente con la zamarra blanca de la regularidad.

#### Clasificaciones
| \| Clasificación de la etapa \| Clasificación de la etapa \| Clasificación de la etapa \| Clasificación de la etapa \| Clasificación de la etapa \| \| Ciclista \| Ciclista \| Equipo \| Tiempo \| \| \| ------------------------- \| ------------------------- \| -------------------------- \| ------------------------- \| ------------------------- \| \| 1.º \| Daryl Impey \| Orica-GreenEDGE \| 4 h 23 min 31 s \| \| \| 2.º \| Francesco Gavazzi \| Astana \| + 0 s \| \| \| 3.º \| Ángel Vicioso \| Katusha \| + 0 s \| \| \| 4.º \| Daniele Ratto \| Cannondale \| + 0 s \| \| \| 5.º \| Dennis Vanendert \| Lotto-Belisol \| + 0 s \| \| \| 6.º \| Michel Kreder \| Garmin-Sharp \| + 0 s \| \| \| 7.º \| Daniele Pietropolli \| Lampre-Merida \| + 0 s \| \| \| 8.º \| Egoitz García \| Cofidis, Solutions Crédits \| + 0 s \| \| \| 9.º \| Maciej Paterski \| Cannondale \| + 0 s \| \| \| 10.º \| Peter Velits \| Omega Pharma-Quick Step \| + 0 s \| \| |                     |                            |                 |
| |                     |                            |                 |
| |                     |                            |                 |
| Clasificación de la etapa |                     |                            |                 |
| Ciclista | Ciclista            | Equipo                     | Tiempo          |
| 1.º | Daryl Impey         | Orica-GreenEDGE            | 4 h 23 min 31 s |
| 2.º | Francesco Gavazzi   | Astana                     | + 0 s           |
| 3.º | Ángel Vicioso       | Katusha                    | + 0 s           |
| 4.º | Daniele Ratto       | Cannondale                 | + 0 s           |
| 5.º | Dennis Vanendert    | Lotto-Belisol              | + 0 s           |
| 6.º | Michel Kreder       | Garmin-Sharp               | + 0 s           |
| 7.º | Daniele Pietropolli | Lampre-Merida              | + 0 s           |
| 8.º | Egoitz García       | Cofidis, Solutions Crédits | + 0 s           |
| 9.º | Maciej Paterski     | Cannondale                 | + 0 s           |
| 10.º | Peter Velits        | Omega Pharma-Quick Step    | + 0 s           |

| \| Clasificación general \| Clasificación general \| Clasificación general \| Clasificación general \| Clasificación general \| \| Ciclista \| Ciclista \| Equipo \| Tiempo \| \| \| --------------------- \| --------------------- \| ----------------------- \| --------------------- \| --------------------- \| \| 1.º \| Francesco Gavazzi \| Astana \| 8 h 30 min 04 s \| \| \| 2.º \| Ángel Vicioso \| Katusha \| + 0 s \| \| \| 3.º \| Peter Velits \| Omega Pharma-Quick Step \| + 0 s \| \| \| 4.º \| Jakob Fuglsang \| Astana \| + 0 s \| \| \| 5.º \| Nairo Quintana \| Movistar Team \| + 0 s \| \| \| 6.º \| Sergio Luis Henao \| Team Sky \| + 0 s \| \| \| 7.º \| Simon Gerrans \| Orica-GreenEDGE \| + 0 s \| \| \| 8.º \| Richie Porte \| Team Sky \| + 0 s \| \| \| 9.º \| Rui Alberto Costa \| Movistar Team \| + 0 s \| \| \| 10.º \| Tejay van Garderen \| BMC Racing Team \| + 0 s \| \| |                    |                         |                 |
| |                    |                         |                 |
| |                    |                         |                 |
| Clasificación general |                    |                         |                 |
| Ciclista | Ciclista           | Equipo                  | Tiempo          |
| 1.º | Francesco Gavazzi  | Astana                  | 8 h 30 min 04 s |
| 2.º | Ángel Vicioso      | Katusha                 | + 0 s           |
| 3.º | Peter Velits       | Omega Pharma-Quick Step | + 0 s           |
| 4.º | Jakob Fuglsang     | Astana                  | + 0 s           |
| 5.º | Nairo Quintana     | Movistar Team           | + 0 s           |
| 6.º | Sergio Luis Henao  | Team Sky                | + 0 s           |
| 7.º | Simon Gerrans      | Orica-GreenEDGE         | + 0 s           |
| 8.º | Richie Porte       | Team Sky                | + 0 s           |
| 9.º | Rui Alberto Costa  | Movistar Team           | + 0 s           |
| 10.º | Tejay van Garderen | BMC Racing Team         | + 0 s           |

### Etapa 3

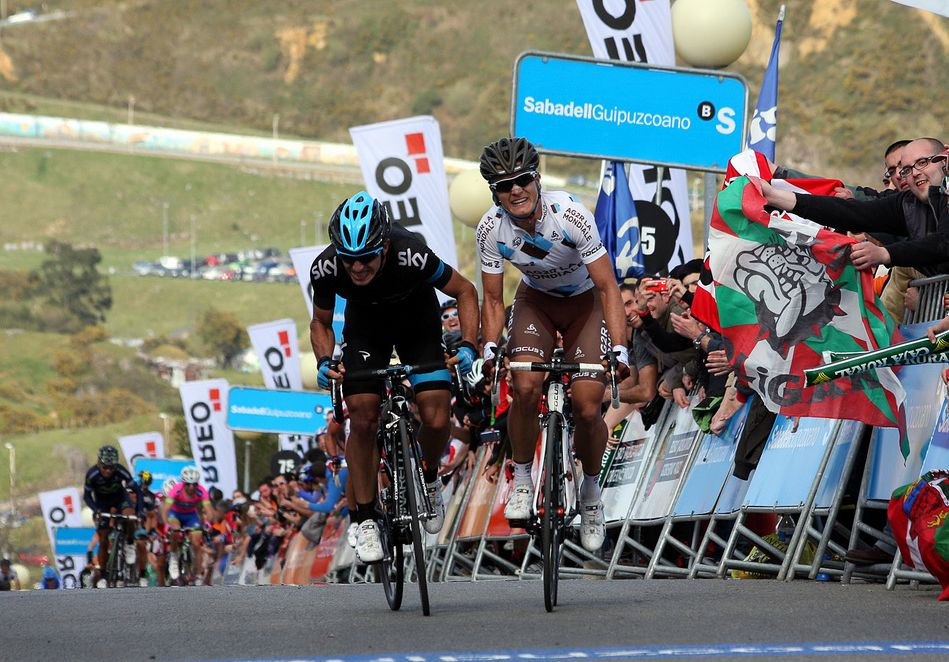
Henao bate a Betancur en La Lejana.

| Vitoria - Valle de Trápaga | etapa de media montaña | (164,7 km) |

#### Resumen
En la primera de las dos etapas con final en alto la escapada del día estuvo compuesta por cinco corredores: Amets Txurruka (protagonista por tercer día consecutivo), Omar Fraile, Mikel Landa, Romain Bardet y Dani Navarro, todos ellos con tiempo perdido en la clasificación general. El quinteto llegó a contar con una ventaja de hasta cinco minutos, pero el trabajo del Movistar en el pelotón durante la ascensión a La Reineta hizo que la diferencia se redujera a menos de dos minutos. Los fugados pudieron bajar a Gallarta y coronar el alto de Cobarón siendo todavía cabeza de carrera, aunque con una exigua renta que hizo que todos ellos terminaran siendo neutralizados poco después de cruzar Musques. Pese a que no lograron hacerse con la victoria de etapa, la fuga sí sirvió a Txurruka para seguir sumando puntos de cara a consolidar su liderato tanto en la clasificación de la montaña como en la de las metas volantes.
La ascensión final consistía en realidad en una serie de duros repechos por los montes de Triano unidos por tramos de falso llano, por lo que en la aproximación en el pelotón se vivió una pugna entre los equipos para hacerse con una buena colocación. En las rampas de Puchetas se situaron al frente del grupo los favoritos, mientras por detrás iban cediendo algunas unidades, y en el falso llano ulterior trató de hacerse con el control el Saxo-Tinkoff. En el repecho de Las Calizas se produjo un cambio de ritmo de Sergio Henao, que si bien no le sirvió para marcharse en solitario sí sirvió para hacer una nueva selección de corredores. Finalmente fueron Carlos Betancur y Caruso quienes salieron de las rampas de Las Calizas con unos metros de ventaja respecto al grupo de favoritos, encarando así el leve descenso hasta el pueblo minero de La Arboleda con casi 10 s de margen.
En el muro final de 500 metros desde La Arboleda a la meta situada en su cementerario de La Lejana atacó de nuevo Henao, quien de ese modo consiguió alcanzar a los dos hombres cabeza de carrera a la altura del zigzagueo de curvas situado en medio del repecho. En la ascedente pero ya recta última parte los colombianos Henao y Betancur protagonizaron una agónica lucha rueda a rueda en pos de la victoria, en la que se impuso de manera ajustada y sobre la línea de llegada Henao; Betancur alzó el brazo en señal de protesta, al entender que el cambio de dirección y bamboleo de su rival le había cerrado la trayectoria, pero la reclamación fue desestimada por los jueces. Además del triunfo, Henao logró también hacerse con el liderato de la general para convertirse así en el nuevo maillot amarillo.
Tras los dos escarabajos y un algo más retrasado Caruso llegaron el resto de favoritos: el también colombiano Nairo Quintana (a 8 s), un cuarteto formado por Ulissi, Porte, Contador y Špilak (a 10 s), Igor Antón (a 16 s) y un grupo de diez que incluía a Samuel Sánchez, Intxausti, Péraud, Gadret, Fuglsang y Cunego (a 21 s). Más tiempo perdieron Kreuziger o Van Garderen, mientras que ciclistas como Talansky, Klöden, Hesjedal y Velits cedieron más de un minuto respecto a Henao.

#### Clasificaciones
| \| Clasificación de la etapa \| Clasificación de la etapa \| Clasificación de la etapa \| Clasificación de la etapa \| Clasificación de la etapa \| \| Ciclista \| Ciclista \| Equipo \| Tiempo \| \| \| ------------------------- \| ------------------------- \| ------------------------- \| ------------------------- \| ------------------------- \| \| 1.º \| Sergio Luis Henao \| Team Sky \| 3 h 54 min 22 s \| \| \| 2.º \| Carlos Betancur \| AG2R La Mondiale \| + 0 s \| \| \| 3.º \| Giampaolo Caruso \| Katusha \| + 5 s \| \| \| 4.º \| Nairo Quintana \| Movistar Team \| + 8 s \| \| \| 5.º \| Diego Ulissi \| Lampre-Merida \| + 10 s \| \| \| 6.º \| Richie Porte \| Team Sky \| + 10 s \| \| \| 7.º \| Alberto Contador \| Saxo-Tinkoff \| + 10 s \| \| \| 8.º \| Simon Špilak \| Katusha \| + 10 s \| \| \| 9.º \| Igor Antón \| Euskaltel Euskadi \| + 16 s \| \| \| 10.º \| Samuel Sánchez \| Euskaltel Euskadi \| + 21 s \| \| |                   |                   |                 |
| |                   |                   |                 |
| |                   |                   |                 |
| Clasificación de la etapa |                   |                   |                 |
| Ciclista | Ciclista          | Equipo            | Tiempo          |
| 1.º | Sergio Luis Henao | Team Sky          | 3 h 54 min 22 s |
| 2.º | Carlos Betancur   | AG2R La Mondiale  | + 0 s           |
| 3.º | Giampaolo Caruso  | Katusha           | + 5 s           |
| 4.º | Nairo Quintana    | Movistar Team     | + 8 s           |
| 5.º | Diego Ulissi      | Lampre-Merida     | + 10 s          |
| 6.º | Richie Porte      | Team Sky          | + 10 s          |
| 7.º | Alberto Contador  | Saxo-Tinkoff      | + 10 s          |
| 8.º | Simon Špilak      | Katusha           | + 10 s          |
| 9.º | Igor Antón        | Euskaltel Euskadi | + 16 s          |
| 10.º | Samuel Sánchez    | Euskaltel Euskadi | + 21 s          |

| \| Clasificación general \| Clasificación general \| Clasificación general \| Clasificación general \| Clasificación general \| \| Ciclista \| Ciclista \| Equipo \| Tiempo \| \| \| --------------------- \| --------------------- \| --------------------- \| --------------------- \| --------------------- \| \| 1.º \| Sergio Luis Henao \| Team Sky \| 12 h 24 min 26 s \| \| \| 2.º \| Nairo Quintana \| Movistar Team \| + 8 s \| \| \| 3.º \| Richie Porte \| Team Sky \| + 10 s \| \| \| 4.º \| Alberto Contador \| Saxo-Tinkoff \| + 10 s \| \| \| 5.º \| Giampaolo Caruso \| Katusha \| + 10 s \| \| \| 6.º \| Simon Špilak \| Katusha \| + 10 s \| \| \| 7.º \| Jakob Fuglsang \| Astana \| + 21 s \| \| \| 8.º \| Pieter Weening \| Orica-GreenEDGE \| + 21 s \| \| \| 9.º \| José Herrada \| Movistar Team \| + 21 s \| \| \| 10.º \| Carlos Betancur \| AG2R La Mondiale \| + 21 s \| \| |                   |                  |                  |
| |                   |                  |                  |
| |                   |                  |                  |
| Clasificación general |                   |                  |                  |
| Ciclista | Ciclista          | Equipo           | Tiempo           |
| 1.º | Sergio Luis Henao | Team Sky         | 12 h 24 min 26 s |
| 2.º | Nairo Quintana    | Movistar Team    | + 8 s            |
| 3.º | Richie Porte      | Team Sky         | + 10 s           |
| 4.º | Alberto Contador  | Saxo-Tinkoff     | + 10 s           |
| 5.º | Giampaolo Caruso  | Katusha          | + 10 s           |
| 6.º | Simon Špilak      | Katusha          | + 10 s           |
| 7.º | Jakob Fuglsang    | Astana           | + 21 s           |
| 8.º | Pieter Weening    | Orica-GreenEDGE  | + 21 s           |
| 9.º | José Herrada      | Movistar Team    | + 21 s           |
| 10.º | Carlos Betancur   | AG2R La Mondiale | + 21 s           |

### Etapa 4
| Valle de Trápaga - Arrate | etapa de montaña | (151,6 km) |

#### Resumen
La segunda etapa consecutiva de montaña estuvo marcada por la lluvia y el frío, en contraste con los días anteriores. Al poco de empezar se retiraba de la competición el belga Jurgen Van den Broeck, y poco después harían lo propio Simon Gerrans, Jérémy Roy, Janez Brajkovič y Thomas de Gendt. La jornada tuvo un inicio nervioso en el que se sucedieron las tentativas de fuga infructuosas, participando en varias de ellas Gorka Izagirre, incluida una efímera escapada de nueve corredores que fue rápidamente abortada por el pelotón al encontrarse en ella Andrew Talansky, considerado un rival de cara a la clasificación general. Esos intentos de fuga hicieron que a pesar del mal tiempo la primera hora de carrera se corriera a una gran velocidad (49 km/h de media), recorriendo en ese tiempo prácticamente en su totalidad el tramo llano previo al periplo montañoso que les esperaba.
Poco antes de completar la primera hora, y a apenas quince kilómetros de la primera cumbre del día, el alto de Pagatza, se formaba una escapada que sí lograría consolidarse como cabeza de carrera, compuesta por cinco ciclistas: Peter Velits, Eduard Vorganov, Matteo Montaguti, Daniele Ratto y Rein Taaramäe; Velits, el mejor colocado en la general, estaba a 1 min 49 s del líder después de haber cedido ese tiempo en la etapa anterior. Los fugados coronaron Pagatza con una ventaja de 5 minutos y mantuvieron gran parte de la renta sobre un pelotón encabezado por los seis corredores del Sky en las subidas a Karabieta Miota: al primer paso por Éibar, a 40 km de meta y que daba inicio a la parte decisiva de la jornada, contaban aún con 4 min 10 s.
En la primera subida a Arrate, el alto de Ixua, quedaron sucesivamente descolgados Taaramae, Vorganov y Ratto, si bien este último consiguió unirse en el descenso a Velits y Montaguti en cabeza de carrera. El trío cabecero encaró la ascensión a San Miguel con más de cuatro minutos de margen. El trabajo del Movistar en el pelotón hizo que la diferencia bajara a 2 min 30 s en la cima, pero el que no se siguiera reduciendo en el descenso hizo que en el llano posterior por Elgóibar pasaran a colaborar también en la persecución los conjuntos Euskaltel Euskadi, Astana y Sky: al segundo paso por Éibar la renta se limitaba a 1 min 20 s.
La última ascensión del día y segunda a Arrate, el alto de Usartza, supuso el final de la escapada: Ratto cedió en las primeras rampas y los dos supervivientes de la fuga, Velits y Montaguti, vieron cómo su renta acabó de extinguirse con los cambios de ritmo de Movistar (con José Herrada) y Sky (con el líder Sergio Henao), así como por la acción de grupos perseguidores que fueron saltando del pelotón. A 5 km para el final de la etapa, Simon Špilak y Pieter Weening alcanzaron a Velits y Montaguti. Špilak trató de irse en solitario, pero tras llegar a contar con 13 s en la última parte de la ascensión terminó siendo cazado por el grupo de los favoritos en el momento en que cruzaba la pancarta que indicaba que había coronado el puerto, a 2 km de meta.
El sexteto compuesto por el líder Henao, Nairo Quintana, Richie Porte, Alberto Contador, Carlos Betancur, Jean-Christophe Péraud y el propio Špilak enfiló entonces el leve descenso hacia el Santuario de Arrate. Quintana tomó una pequeña ventaja antes de la serie final de curvas izquierda-derecha y logró de ese modo hacerse con la victoria de etapa, atravesando la línea de llegada con 2 segundos de ventaja a los demás, encabezados por un Henao que seguía de esa forma al frente de la clasificación. El resto de candidatos para la general fueron llegando a meta solos o en pequeños grupos y acumularon mayor retraso: todavía por debajo del medio minuto Weening, Samuel Sánchez, Poels o Cunego, algo más retrasados Intxausti, Talansky o Van Garderen y ya más de un minuto gente como Fuglsang, Velits o Kreuziger. Tanto Péraud como Talansky sufrieron sendas caídas en el momento en que cruzaban la línea blanca de meta debido a lo resbaladizo de su superficie como consecuencia de la lluvia bajo la que se había disputado la etapa.

#### Clasificaciones
| \| Clasificación de la etapa \| Clasificación de la etapa \| Clasificación de la etapa \| Clasificación de la etapa \| Clasificación de la etapa \| \| Ciclista \| Ciclista \| Equipo \| Tiempo \| \| \| ------------------------- \| ------------------------- \| ------------------------- \| ------------------------- \| ------------------------- \| \| 1.º \| Nairo Quintana \| Movistar Team \| 3 h 58 min 52 s \| \| \| 2.º \| Sergio Luis Henao \| Team Sky \| + 2 s \| \| \| 3.º \| Alberto Contador \| Saxo-Tinkoff \| + 2 s \| \| \| 4.º \| Carlos Betancur \| AG2R La Mondiale \| + 2 s \| \| \| 5.º \| Simon Špilak \| Katusha \| + 2 s \| \| \| 6.º \| Richie Porte \| Team Sky \| + 2 s \| \| \| 7.º \| Jean-Christophe Péraud \| AG2R La Mondiale \| + 2 s \| \| \| 8.º \| Pieter Weening \| Orica-GreenEDGE \| + 16 s \| \| \| 9.º \| Samuel Sánchez \| Euskaltel Euskadi \| + 23 s \| \| \| 10.º \| Alberto Losada \| Katusha \| + 24 s \| \| |                        |                   |                 |
| |                        |                   |                 |
| |                        |                   |                 |
| Clasificación de la etapa |                        |                   |                 |
| Ciclista | Ciclista               | Equipo            | Tiempo          |
| 1.º | Nairo Quintana         | Movistar Team     | 3 h 58 min 52 s |
| 2.º | Sergio Luis Henao      | Team Sky          | + 2 s           |
| 3.º | Alberto Contador       | Saxo-Tinkoff      | + 2 s           |
| 4.º | Carlos Betancur        | AG2R La Mondiale  | + 2 s           |
| 5.º | Simon Špilak           | Katusha           | + 2 s           |
| 6.º | Richie Porte           | Team Sky          | + 2 s           |
| 7.º | Jean-Christophe Péraud | AG2R La Mondiale  | + 2 s           |
| 8.º | Pieter Weening         | Orica-GreenEDGE   | + 16 s          |
| 9.º | Samuel Sánchez         | Euskaltel Euskadi | + 23 s          |
| 10.º | Alberto Losada         | Katusha           | + 24 s          |

| \| Clasificación general \| Clasificación general \| Clasificación general \| Clasificación general \| Clasificación general \| \| Ciclista \| Ciclista \| Equipo \| Tiempo \| \| \| --------------------- \| ---------------------- \| --------------------- \| --------------------- \| --------------------- \| \| 1.º \| Sergio Luis Henao \| Team Sky \| 16 h 23 min 20 s \| \| \| 2.º \| Nairo Quintana \| Movistar Team \| + 6 s \| \| \| 3.º \| Richie Porte \| Team Sky \| + 10 s \| \| \| 4.º \| Alberto Contador \| Saxo-Tinkoff \| + 10 s \| \| \| 5.º \| Simon Špilak \| Katusha \| + 10 s \| \| \| 6.º \| Carlos Betancur \| AG2R La Mondiale \| + 21 s \| \| \| 7.º \| Jean-Christophe Péraud \| AG2R La Mondiale \| + 26 s \| \| \| 8.º \| Pieter Weening \| Orica-GreenEDGE \| + 35 s \| \| \| 9.º \| Giampaolo Caruso \| Katusha \| + 35 s \| \| \| 10.º \| Samuel Sánchez \| Euskaltel Euskadi \| + 47 s \| \| |                        |                   |                  |
| |                        |                   |                  |
| |                        |                   |                  |
| Clasificación general |                        |                   |                  |
| Ciclista | Ciclista               | Equipo            | Tiempo           |
| 1.º | Sergio Luis Henao      | Team Sky          | 16 h 23 min 20 s |
| 2.º | Nairo Quintana         | Movistar Team     | + 6 s            |
| 3.º | Richie Porte           | Team Sky          | + 10 s           |
| 4.º | Alberto Contador       | Saxo-Tinkoff      | + 10 s           |
| 5.º | Simon Špilak           | Katusha           | + 10 s           |
| 6.º | Carlos Betancur        | AG2R La Mondiale  | + 21 s           |
| 7.º | Jean-Christophe Péraud | AG2R La Mondiale  | + 26 s           |
| 8.º | Pieter Weening         | Orica-GreenEDGE   | + 35 s           |
| 9.º | Giampaolo Caruso       | Katusha           | + 35 s           |
| 10.º | Samuel Sánchez         | Euskaltel Euskadi | + 47 s           |

### Etapa 5
| Éibar - Beasáin | etapa de media montaña | (166,1 km) |

#### Resumen
La penúltima etapa, última en ruta, contaba con un perfil quebrado por la comarca del Goyerri que incluía hasta diez cotas puntuables. A la dificultad propia del recorrido se unió el mal tiempo, con bajas temperaturas y frecuentes intervalos de precipitaciones (principalmente en forma de lluvia, e incluso de nieve en algún momento). Todo ello propició que ese día dejaran la carrera 75 ciclistas entre no presentados y retirados, incluyendo a ciclistas como Philippe Gilbert, Andreas Klöden, Tejay Van Garderen, Ryder Hesjedal o Andy Schleck.
Tras las primeras ascensiones a Olaberría y Gaviria quedó establecida una fuga de cinco corredores: Dani Navarro, José Herrada, Rui Costa, Andrew Talansky y Jakob Fuglsang, estos dos últimos considerados antes del inicio de la ronda vasca candidatos al triunfo final pero que tras las cuatro jornadas anteriores habían perdido ya más de un minuto en la general; Ion Izagirre había quedado ya descolgado al no poder seguir el ritmo de los otros cinco. La cabeza de carrera coronó el puerto con 50 s sobre Amets Txurruka y Omar Fraile, ambos del Caja Rural-Seguros RGA, y 1 min 40 s sobre un pelotón comandado por el Sky (los gregarios Xabier Zandio y Vasil Kiryienka, amén del líder Sergio Henao y el jefe de filas Richie Porte). Después del paso por Motiloa la pareja vizcaína redujo su retraso respecto a los cinco de delante a 32 s, y dado que un Txurruka extenuado tras las escapadas de los tres primeros días no podía seguirle el ritmo Fraile continuó con la persecución en solitario, dándoles caza a la salida de Segura; en ese momento el sexteto cabecero seguía contando con un minuto de ventaja sobre el grupo principal.
En la segunda subida a Olaberría Fraile realizó un cambio de ritmo que puso en aprietos al resto de escapados y que finalmente le permitió marcharse en solitario, dejando atrás a los otros cinco ciclistas. En el pelotón saltaron Thibaut Pinot y Gorka Izagirre: el segundo de ellos se marchó en la bajada hasta llegar a contactar con el quinteto, pero tras el primer paso por Beasáin el grupo principal encabezado por el Sky (del que tiraba Kiryienka, único gregario aún disponible para el Sky de Henao y Porte) neutralizó a todos los perseguidores. Fraile, que seguía fugado, llegó a ampliar su margen hasta 1 min 35 s en la segunda ascensión a Gaviria y coronó Barbaris con aún un minuto de ventaja, lo que hizo que Euskaltel Euskadi colaborara con el Sky en su persecución.
En la tercera y última subida a Olaberría fue el líder Henao quien se puso a tirar del grupo, que alcanzó así a Fraile. En las últimas rampas, coincidiendo con la aparición de un sol que se mantendría hasta metra, intentó irse Samuel Sánchez con Henao a su rueda, aguantando también Porte, Špilak y Nairo Quintana; algo más retrasado rodaba Contador. En la bajada, y partiendo de su posición en cabeza, Samuel Sánchez volvió a intentarlo y se llevó con él de nuevo a Henao, pero en Lazcano fueron alcanzados y se formó así el grupo de favoritos con ocho unidades: Samuel Sánchez, Henao, Porte, Quintana, Špilak, Contador, Weening y Gadret. En el llano hacia Beasáin se produjo el ataque de Porte: Quintana trató de responder cogiéndole la rueda, pero no pudo y el australiano se marchó en solitario a meta en pos de la victoria, cruzando la línea de llegada con 4 s respecto a los siete a los que había dejado atrás, incluyendo su compañero Henao al que recortaba así su renta en la clasificación general de cara a la decisiva contrarreloj final del día siguiente. Otros contendiendtes fueron llegando a meta en pequeños grupos: a 20 s lo hicieron Ulissi, Betancur y Caruso, a 27 s Poels y a 44 s Cunego, Velits, Kreuziger e Intxausti; Péraud, hasta entonces séptimo en la general, cedió más de tres minutos.

#### Clasificaciones
| \| Clasificación de la etapa \| Clasificación de la etapa \| Clasificación de la etapa \| Clasificación de la etapa \| Clasificación de la etapa \| \| Ciclista \| Ciclista \| Equipo \| Tiempo \| \| \| ------------------------- \| ------------------------- \| ------------------------- \| ------------------------- \| ------------------------- \| \| 1.º \| Richie Porte \| Team Sky \| 4 h 40 min 43 s \| \| \| 2.º \| Samuel Sánchez \| Euskaltel Euskadi \| + 4 s \| \| \| 3.º \| Sergio Luis Henao \| Team Sky \| + 4 s \| \| \| 4.º \| Nairo Quintana \| Movistar Team \| + 4 s \| \| \| 5.º \| Pieter Weening \| Orica-GreenEDGE \| + 4 s \| \| \| 6.º \| John Gadret \| AG2R La Mondiale \| + 4 s \| \| \| 7.º \| Alberto Contador \| Saxo-Tinkoff \| + 4 s \| \| \| 8.º \| Simon Špilak \| Katusha \| + 4 s \| \| \| 9.º \| Diego Ulissi \| Lampre-Merida \| + 20 s \| \| \| 10.º \| Giampaolo Caruso \| Katusha \| + 20 s \| \| |                   |                   |                 |
| |                   |                   |                 |
| |                   |                   |                 |
| Clasificación de la etapa |                   |                   |                 |
| Ciclista | Ciclista          | Equipo            | Tiempo          |
| 1.º | Richie Porte      | Team Sky          | 4 h 40 min 43 s |
| 2.º | Samuel Sánchez    | Euskaltel Euskadi | + 4 s           |
| 3.º | Sergio Luis Henao | Team Sky          | + 4 s           |
| 4.º | Nairo Quintana    | Movistar Team     | + 4 s           |
| 5.º | Pieter Weening    | Orica-GreenEDGE   | + 4 s           |
| 6.º | John Gadret       | AG2R La Mondiale  | + 4 s           |
| 7.º | Alberto Contador  | Saxo-Tinkoff      | + 4 s           |
| 8.º | Simon Špilak      | Katusha           | + 4 s           |
| 9.º | Diego Ulissi      | Lampre-Merida     | + 20 s          |
| 10.º | Giampaolo Caruso  | Katusha           | + 20 s          |

| \| Clasificación general \| Clasificación general \| Clasificación general \| Clasificación general \| Clasificación general \| \| Ciclista \| Ciclista \| Equipo \| Tiempo \| \| \| --------------------- \| --------------------- \| --------------------- \| --------------------- \| --------------------- \| \| 1.º \| Sergio Luis Henao \| Team Sky \| 21 h 04 min 07 s \| \| \| 2.º \| Nairo Quintana \| Movistar Team \| + 6 s \| \| \| 3.º \| Richie Porte \| Team Sky \| + 6 s \| \| \| 4.º \| Alberto Contador \| Saxo-Tinkoff \| + 10 s \| \| \| 5.º \| Simon Špilak \| Katusha \| + 10 s \| \| \| 6.º \| Pieter Weening \| Orica-GreenEDGE \| + 35 s \| \| \| 7.º \| Carlos Betancur \| AG2R La Mondiale \| + 37 s \| \| \| 8.º \| Samuel Sánchez \| Euskaltel Euskadi \| + 47 s \| \| \| 9.º \| Giampaolo Caruso \| Katusha \| + 51 s \| \| \| 10.º \| Diego Ulissi \| Lampre-Merida \| + 1 min 03 s \| \| |                   |                   |                  |
| |                   |                   |                  |
| |                   |                   |                  |
| Clasificación general |                   |                   |                  |
| Ciclista | Ciclista          | Equipo            | Tiempo           |
| 1.º | Sergio Luis Henao | Team Sky          | 21 h 04 min 07 s |
| 2.º | Nairo Quintana    | Movistar Team     | + 6 s            |
| 3.º | Richie Porte      | Team Sky          | + 6 s            |
| 4.º | Alberto Contador  | Saxo-Tinkoff      | + 10 s           |
| 5.º | Simon Špilak      | Katusha           | + 10 s           |
| 6.º | Pieter Weening    | Orica-GreenEDGE   | + 35 s           |
| 7.º | Carlos Betancur   | AG2R La Mondiale  | + 37 s           |
| 8.º | Samuel Sánchez    | Euskaltel Euskadi | + 47 s           |
| 9.º | Giampaolo Caruso  | Katusha           | + 51 s           |
| 10.º | Diego Ulissi      | Lampre-Merida     | + 1 min 03 s     |

### Etapa 6
| Beasáin - Beasáin | contrarreloj individual | (24 km) |

#### Resumen
La decisiva contrarreloj con la que concluía la ronda vasca, idéntica al tramo final de la etapa anterior, se disputó bajo unas condiciones de frío y lluvia, después de que las cumbres de los alrededores de Beasáin hubieran amanecido nevadas. El punto intermedio se fijó en Ceráin, entre el alto de Liernia y el duro repecho de Olaberría, mientras que la recta de meta estaba situada en una calle empedrada del casco urbano de la villa vagonera.
El especialista Tony Martin, vigente campeón del mundo de la modalidad y de los primeros en tomar la salida debido al retraso acumulado en las jornadas previas, marcó el tiempo de referencia con 35 min 05 s. Su marca no sería superada posteriormente por quienes se disputaban la general, de modo que el contrarrelojista germano se hizo con la victoria de etapa.
Entre quienes se disputaban el triunfo absoluto y el podio final, en el punto intermedio fue Nairo Quintana quien realizó el mejor tiempo, aventajando al teórico favorito Richie Porte en 10 s. El joven colombiano certificó en meta esa superioridad para adjudicarse así el maillot amarillo y la txapela de ganador de la carrera. En el podio final estuvo escoltado por dos ciclistas del Sky, Richie Porte (a 23 s) y el hasta entonces líder Sergio Henao (a 34 s), quien pudo conservar el tercer escalón por un segundo ante Simon Špilak, finalmente cuarto tras protagonizar una buena sesión que sí le sirvió para superar a Alberto Contador.
La crono, en la que se confirmaron el sexto y séptimo puestos de Pieter Weening y Carlos Betancur, sirvió también para que se metieran entre los diez primeros de la general Beñat Intxausti, Wouter Poels y John Gadret, en detrimento de Samuel Sánchez, Giampaolo Caruso y Diego Ulissi.

#### Clasificaciones
| \| Clasificación de la etapa \| Clasificación de la etapa \| Clasificación de la etapa \| Clasificación de la etapa \| Clasificación de la etapa \| \| Ciclista \| Ciclista \| Equipo \| Tiempo \| \| \| ------------------------- \| ------------------------- \| ------------------------- \| ------------------------- \| ------------------------- \| \| 1.º \| Tony Martin \| Omega Pharma-Quick Step \| 35 min 05 s \| \| \| 2.º \| Nairo Quintana \| Movistar Team \| + 17 s \| \| \| 3.º \| Beñat Intxausti \| Movistar Team \| + 32 s \| \| \| 4.º \| Richie Porte \| Team Sky \| + 40 s \| \| \| 5.º \| Simon Špilak \| Katusha \| + 48 s \| \| \| 6.º \| Jean-Christophe Péraud \| AG2R La Mondiale \| + 51 s \| \| \| 7.º \| Sergio Luis Henao \| Team Sky \| + 57 s \| \| \| 8.º \| Carlos Betancur \| AG2R La Mondiale \| + 1 min 05 s \| \| \| 9.º \| Pieter Weening \| Orica-GreenEDGE \| + 1 min 06 s \| \| \| 10.º \| Alberto Contador \| Saxo-Tinkoff \| + 1 min 07 s \| \| |                        |                         |              |
| |                        |                         |              |
| |                        |                         |              |
| Clasificación de la etapa |                        |                         |              |
| Ciclista | Ciclista               | Equipo                  | Tiempo       |
| 1.º | Tony Martin            | Omega Pharma-Quick Step | 35 min 05 s  |
| 2.º | Nairo Quintana         | Movistar Team           | + 17 s       |
| 3.º | Beñat Intxausti        | Movistar Team           | + 32 s       |
| 4.º | Richie Porte           | Team Sky                | + 40 s       |
| 5.º | Simon Špilak           | Katusha                 | + 48 s       |
| 6.º | Jean-Christophe Péraud | AG2R La Mondiale        | + 51 s       |
| 7.º | Sergio Luis Henao      | Team Sky                | + 57 s       |
| 8.º | Carlos Betancur        | AG2R La Mondiale        | + 1 min 05 s |
| 9.º | Pieter Weening         | Orica-GreenEDGE         | + 1 min 06 s |
| 10.º | Alberto Contador       | Saxo-Tinkoff            | + 1 min 07 s |

## Clasificaciones finales
- Las clasificaciones finalizaron de la siguiente forma:[56]

### Clasificación general

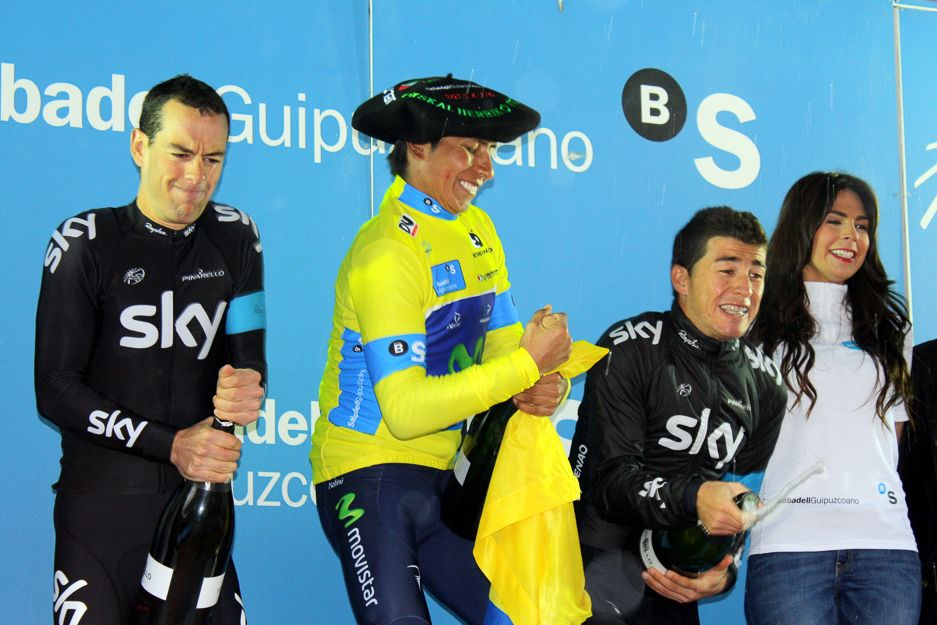
Podio 2013: Quintana, Porte y Henao.

| \| Clasificación general \| Clasificación general \| Clasificación general \| Clasificación general \| Clasificación general \| \| Ciclista \| Ciclista \| Equipo \| Tiempo \| \| \| --------------------- \| ---------------------- \| ----------------------- \| --------------------- \| --------------------- \| \| 1.º \| Nairo Quintana \| Movistar Team \| 21 h 39 min 35 s \| \| \| 2.º \| Richie Porte \| Team Sky \| + 23 s \| \| \| 3.º \| Sergio Luis Henao \| Team Sky \| + 34 s \| \| \| 4.º \| Simon Špilak \| Katusha \| + 35 s \| \| \| 5.º \| Alberto Contador \| Saxo-Tinkoff \| + 54 s \| \| \| 6.º \| Pieter Weening \| Orica-GreenEDGE \| + 1 min 18 s \| \| \| 7.º \| Carlos Betancur \| AG2R La Mondiale \| + 1 min 19 s \| \| \| 8.º \| Beñat Intxausti \| Movistar Team \| + 1 min 57 s \| \| \| 9.º \| Wout Poels \| Vacansoleil-DCM \| + 2 min 47 s \| \| \| 10.º \| John Gadret \| AG2R La Mondiale \| + 2 min 56 s \| \| \| 11.º \| Tom Danielson \| Garmin-Sharp \| + 3 min 09 s \| \| \| 12.º \| Giampaolo Caruso \| Katusha \| + 3 min 10 s \| \| \| 13.º \| Rui Alberto Costa \| Movistar Team \| + 3 min 25 s \| \| \| 14.º \| Diego Ulissi \| Lampre-Merida \| + 3 min 36 s \| \| \| 15.º \| Samuel Sánchez \| Euskaltel Euskadi \| + 3 min 36 s \| \| \| 16.º \| Damiano Cunego \| Lampre-Merida \| + 3 min 36 s \| \| \| 17.º \| Jean-Christophe Péraud \| AG2R La Mondiale \| + 3 min 52 s \| \| \| 18.º \| Roman Kreuziger \| Saxo-Tinkoff \| + 3 min 59 s \| \| \| 19.º \| Alberto Losada \| Katusha \| + 4 min 19 s \| \| \| 20.º \| Peter Velits \| Omega Pharma-Quick Step \| + 4 min 50 s \| \| |                        |                         |                  |
| |                        |                         |                  |
| Fuente: ProCyclingStats |                        |                         |                  |
| Clasificación general |                        |                         |                  |
| Ciclista | Ciclista               | Equipo                  | Tiempo           |
| 1.º | Nairo Quintana         | Movistar Team           | 21 h 39 min 35 s |
| 2.º | Richie Porte           | Team Sky                | + 23 s           |
| 3.º | Sergio Luis Henao      | Team Sky                | + 34 s           |
| 4.º | Simon Špilak           | Katusha                 | + 35 s           |
| 5.º | Alberto Contador       | Saxo-Tinkoff            | + 54 s           |
| 6.º | Pieter Weening         | Orica-GreenEDGE         | + 1 min 18 s     |
| 7.º | Carlos Betancur        | AG2R La Mondiale        | + 1 min 19 s     |
| 8.º | Beñat Intxausti        | Movistar Team           | + 1 min 57 s     |
| 9.º | Wout Poels             | Vacansoleil-DCM         | + 2 min 47 s     |
| 10.º | John Gadret            | AG2R La Mondiale        | + 2 min 56 s     |
| 11.º | Tom Danielson          | Garmin-Sharp            | + 3 min 09 s     |
| 12.º | Giampaolo Caruso       | Katusha                 | + 3 min 10 s     |
| 13.º | Rui Alberto Costa      | Movistar Team           | + 3 min 25 s     |
| 14.º | Diego Ulissi           | Lampre-Merida           | + 3 min 36 s     |
| 15.º | Samuel Sánchez         | Euskaltel Euskadi       | + 3 min 36 s     |
| 16.º | Damiano Cunego         | Lampre-Merida           | + 3 min 36 s     |
| 17.º | Jean-Christophe Péraud | AG2R La Mondiale        | + 3 min 52 s     |
| 18.º | Roman Kreuziger        | Saxo-Tinkoff            | + 3 min 59 s     |
| 19.º | Alberto Losada         | Katusha                 | + 4 min 19 s     |
| 20.º | Peter Velits           | Omega Pharma-Quick Step | + 4 min 50 s     |

### Clasificación de la regularidad
| Clasificación por puntos | Clasificación por puntos | Clasificación por puntos | Clasificación por puntos | Clasificación por puntos |
| Ciclista                 | Ciclista                 | Equipo                   | Puntos                   |                          |
| ------------------------ | ------------------------ | ------------------------ | ------------------------ | ------------------------ |
| 1.º                      | Nairo Quintana           | Movistar Team            | 83 pts                   |                          |
| 2.º                      | Sergio Luis Henao        | Team Sky                 | 80 pts                   |                          |
| 3.º                      | Richie Porte             | Team Sky                 | 67 pts                   |                          |
| 4.º                      | Alberto Contador         | Saxo-Tinkoff             | 49 pts                   |                          |
| 5.º                      | Carlos Betancur          | AG2R La Mondiale         | 47 pts                   |                          |
| 6.º                      | Simon Špilak             | Katusha                  | 42 pts                   |                          |
| 7.º                      | Francesco Gavazzi        | Astana                   | 34 pts                   |                          |
| 8.º                      | Pieter Weening           | Orica-GreenEDGE          | 33 pts                   |                          |
| 9.º                      | Samuel Sánchez           | Euskaltel Euskadi        | 33 pts                   |                          |
| 10.º                     | Peter Velits             | Omega Pharma-Quick Step  | 28 pts                   |                          |

### Clasificación de la montaña
| Clasificación de la montaña | Clasificación de la montaña | Clasificación de la montaña | Clasificación de la montaña | Clasificación de la montaña |
| Ciclista                    | Ciclista                    | Equipo                      | Puntos                      |                             |
| --------------------------- | --------------------------- | --------------------------- | --------------------------- | --------------------------- |
| 1.º                         | Amets Txurruka              | Caja Rural-Seguros RGA      | 64 pts                      |                             |
| 2.º                         | José Herrada                | Movistar Team               | 32 pts                      |                             |
| 3.º                         | Laurent Didier              | RadioShack-Leopard          | 27 pts                      |                             |
| 4.º                         | Omar Fraile                 | Caja Rural-Seguros RGA      | 21 pts                      |                             |
| 5.º                         | Matteo Montaguti            | AG2R La Mondiale            | 20 pts                      |                             |
| 6.º                         | Peter Velits                | Omega Pharma-Quick Step     | 18 pts                      |                             |
| 7.º                         | Richie Porte                | Team Sky                    | 14 pts                      |                             |
| 8.º                         | Sergio Luis Henao           | Team Sky                    | 13 pts                      |                             |
| 9.º                         | Yegor Silin                 | Astana                      | 13 pts                      |                             |
| 10.º                        | Simon Špilak                | Katusha                     | 11 pts                      |                             |

### Clasificación de las metas volantes
| Clasificación de las metas volantes | Clasificación de las metas volantes | Clasificación de las metas volantes | Clasificación de las metas volantes | Clasificación de las metas volantes |
| Ciclista                            | Ciclista                            | Equipo                              | Puntos                              |                                     |
| ----------------------------------- | ----------------------------------- | ----------------------------------- | ----------------------------------- | ----------------------------------- |
| 1.º                                 | Amets Txurruka                      | Caja Rural-Seguros RGA              | 23 pts                              |                                     |
| 2.º                                 | Laurent Didier                      | RadioShack-Leopard                  | 9 pts                               |                                     |
| 3.º                                 | Matteo Montaguti                    | AG2R La Mondiale                    | 8 pts                               |                                     |
| 4.º                                 | Matteo Montaguti                    | AG2R La Mondiale                    | 8 pts                               |                                     |
| 5.º                                 | Omar Fraile                         | Caja Rural-Seguros RGA              | 6 pts                               |                                     |

### Clasificación por equipos
| Clasificación por equipos | Clasificación por equipos | Clasificación por equipos | Clasificación por equipos |
| Equipo                    | Equipo                    | Tiempo                    |                           |
| ------------------------- | ------------------------- | ------------------------- | ------------------------- |
| 1.º                       | Movistar Team             | 65 h 03 min 18 s          |                           |
| 2.º                       | AG2R La Mondiale          | + 1 min 52 s              |                           |
| 3.º                       | Katusha                   | + 2 min 46 s              |                           |
| 4.º                       | Lampre-Merida             | + 10 min 31 s             |                           |
| 5.º                       | Saxo-Tinkoff              | + 18 min 41 s             |                           |

## Evolución de las clasificaciones
| Etapa (Vencedor)              | Clasificación general | Clasificación de la montaña | Clasificación de la regularidad | Clasificación de las metas volantes | Clasificación por equipos |
| ----------------------------- | --------------------- | --------------------------- | ------------------------------- | ----------------------------------- | ------------------------- |
| 1.ª etapa (Simon Gerrans)     | Simon Gerrans         | Amets Txurruka              | Simon Gerrans                   | Amets Txurruka                      | Astana                    |
| 2.ª etapa (Daryl Impey)       | Francesco Gavazzi     | Amets Txurruka              | Francesco Gavazzi               | Amets Txurruka                      | Astana                    |
| 3.ª etapa (Sergio Henao)      | Sergio Henao          | Amets Txurruka              | Sergio Henao                    | Amets Txurruka                      | Movistar                  |
| 4.ª etapa (Nairo Quintana)    | Sergio Henao          | Amets Txurruka              | Sergio Henao                    | Amets Txurruka                      | Katusha                   |
| 5.ª etapa (Richie Porte)      | Sergio Henao          | Amets Txurruka              | Sergio Henao                    | Amets Txurruka                      | Movistar                  |
| 6.ª etapa (CRI) (Tony Martin) | Nairo Quintana        | Amets Txurruka              | Nairo Quintana                  | Amets Txurruka                      | Movistar                  |
| Final                         | Nairo Quintana        | Amets Txurruka              | Nairo Quintana                  | Amets Txurruka                      | Movistar                  |

## UCI WorldTour 2013
En esta edición se otorgaron puntos para el Ranking UCI WorldTour 2013 solamente a los corredores de equipos ProTeam.
| Posición              | 1°  | 2° | 3° | 4° | 5° | 6° | 7° | 8° | 9° | 10° |
| Clasificación General | 100 | 80 | 70 | 60 | 50 | 40 | 30 | 20 | 10 | 4   |
| Por Etapa             | 6   | 4  | 2  | 1  | 1  |    |    |    |    |     |

| #  | Corredor         | Equipo                  | Puntos |
| -- | ---------------- | ----------------------- | ------ |
| 1  | Nairo Quintana   | Movistar                | 112    |
| 2  | Richie Porte     | Sky                     | 87     |
| 3  | Sergio Henao     | Sky                     | 82     |
| 4  | Simon Špilak     | Katusha                 | 62     |
| 5  | Alberto Contador | Saxo-Tinkoff            | 52     |
| 6  | Pieter Weening   | Orica GreenEDGE         | 41     |
| 7  | Carlos Betancur  | AG2R La Mondiale        | 35     |
| 8  | Beñat Intxausti  | Movistar                | 22     |
| 9  | Wout Poels       | Vacansoleil             | 10     |
| 10 | Tony Martin      | Omega Pharma-Quick Step | 6      |
| 10 | Simon Gerrans    | Orica GreenEDGE         | 6      |
| 10 | Daryl Impey      | Orica GreenEDGE         | 6      |

## Cobertura televisiva
La retransmisión televisiva de la carrera corrió a cargo de ETB, la televisión pública vasca, que emitió todas las etapas en directo a través de ETB 1 y en diferido por ETB Sat. Además de dos motos y las cámaras fijas de meta, se contó también con un helicóptero para obtener imágenes aéreas. El narrador de las retransmisiones fue Fermin Aramendi, máximo responsable de ciclismo en dicha cadena, secundado en los comentarios por el exciclista y presentador de informativos Xabier Usabiaga. El periodista Alfonso Arroio seguía in situ la carrera desde una moto, entrevistando a los directores deportivos que iban en los coches y dando referencias de tiempos y dorsales, además de entrevistar a los ciclistas más destacados al término de cada etapa.
La señal televisiva de la carrera fue facilitada asimismo a otras cadenas:
- Eurosport (Europa)
- Universal Sports TV (Norteamérica)
- RAI Sport 2 (Italia)
- Sport+ (Francia y satélites en Europa)
- Forta (televisiones autonómicas de España)